# The Dark Knight Rises
The Dark Knight Rises is een Brits-Amerikaanse film uit 2012 van regisseur Christopher Nolan, gebaseerd op het personage Batman. De film is het laatste deel in de The Dark Knight-trilogie die begon met Batman Begins en verder ging met The Dark Knight. Christian Bale (Bruce Wayne/Batman), Michael Caine (Alfred Pennyworth), Morgan Freeman (Lucius Fox) en Gary Oldman (James Gordon) spelen weer mee.
Nolan had eerst zijn bedenkingen over het opnieuw regisseren van een Batman-film, maar stemde toe nadat hij samen met zijn broer en David Goyer een verhaal had ontwikkeld dat volgens hem als waardige afsluiter van de trilogie zou dienen.
De film ging op 20 juli 2012 in de Verenigde Staten en in Nederland in première, in België op 25 juli 2012. Beschouwd als een van de beste films van het decennium en alle tijd.   

## Verhaal
Acht jaar zijn verstreken sinds de vorige film. Gotham City staat er beter voor dan ooit; de criminaliteit is laag en de stad bloeit weer op. Dit alles dankzij een wet ter ere van Harvey Dent en zijn strijd tegen de georganiseerde misdaad. Batman lijkt niet langer nodig en heeft zich daarom al lange tijd niet meer vertoond. Bovendien wordt Batman nog altijd gezocht en gehaat omdat hij de schuld van Harvey Dents dood en al diens misdaden als Two-Face op zich genomen heeft. Ook in het dagelijks leven heeft Bruce zich teruggetrokken, en leidt nu een kluizenaarsbestaan. Zijn bedrijf is nog maar een schaduw van wat het was sinds Bruce de stekker trok uit een duur project om schone energie op te wekken. De fusiereactie die hierbij nodig was kon volgens hem namelijk ook misbruikt worden als een bom.
Politie-inspecteur Gordon, die naast Batman de enige is die de waarheid over Harvey Dent kent, twijfelt of hij nu eindelijk de bevolking van Gotham moet vertellen hoe de vork werkelijk in de steel zit. Hij besluit uiteindelijk van niet, maar de toespraak die hij reeds had voorbereid valt in handen van de terrorist Bane. Bruce weet immers niet dat Bane ingehuurd is door zijn zakenrivaal John Daggett om Wayne te beroven van zijn fortuin. Bruce is genoodzaakt om als Batman terug te keren na een gewelddadige aanval op de beurs. Alfred Pennyworth is niet te vinden voor deze terugkeer en besluit Bruce te verlaten na een laatste waarschuwing. Bruces' zoektocht naar Bane brengt hem ook in contact met de inbreekster Selina Kyle. In ruil voor het computerprogramma 'Schone Lei' wil Batman dat Selina hem naar Bane brengt. Wanneer Batman Bane eindelijk treft, bekent deze dat hij de nieuwe leider is van de League of Shadows sinds de dood van Ra's al Ghul. Hij verslaat Batman (Bruce Wayne) en sluit hem op in een gevangenis waaruit ontsnappen praktisch onmogelijk is.
Bane rekent af met Daggett die Wayne Enterprises wou overnemen. Hierna gijzelt hij de voltallige raad van bestuur van het bedrijf en steelt hij de militaire prototypes van het zogezegd opgedoekte 'Toegepaste Wetenschappen'. Bane laat de kernfysicus, Dr. Pavel, de reactor activeren en ontmantelt de kern. Dit zorgt ervoor dat deze inderdaad verandert in een neutronenbom.
Bane gebruikt explosieven om de politie van Gotham ondergronds gevangen te zetten en Gotham te isoleren van de buitenwereld. Als iemand de stad toch probeert te verlaten, dreigt Bane de tot bom omgebouwde fusiekern op te blazen. Ook maakt Bane tegenover heel Gotham eindelijk de waarheid over Harvey Dent bekend, en laat hij honderden gevangenen vrij uit de gevangenis. Bane ontketent een revolutie. De welgestelde en invloedrijke inwoners van Gotham worden gevangen en in een rechtszaak, met Jonathan Crane als rechter, gedwongen te kiezen tussen dood of verbanning. De overheid ziet zich geen andere mogelijkheid dan Gotham nog verder te isoleren.
Maanden gaan voorbij in Gotham en Blake en Gordon bedachten een plan om de kernbom te traceren met een GPS-systeem. Ze laten gezanten van het Amerikaanse leger naar hun schuilplaats komen en leiden hen naar Lucius Fox, die aan hen onthult dat de kernreactor een tijdbom is. De hele revolutie van Bane en de gijzeling van de stad heeft geen enkel nut. In de gevangenis geneest Bruce van zijn verwondingen, waardoor hij kan trainen en ontsnappen. Dit kan alleen als hij de klim waagt zonder touw, zodat angst hem terug kan omringen. De angst om te sterven. Eenmaal terug in Gotham roept hij de hulp in van Selina, politieagent John Blake, en Lucius Fox om de stad te bevrijden. Tezamen met Blake bevrijdt hij de politiemacht uit de ondergrondse gangen om zo een strijdkracht op te richten die het kan opnemen tegen Bane's leger. Gordon probeert met een aantal vrijwilligers het voertuig te stoppen dat de bom vervoert en het signaal van het ontstekingsmechanisme te blokkeren. Batman bindt de strijd aan met Bane die Miranda Tate gegijzeld heeft. Batman verslaat Bane en weet nu dat hij de erfgenaam is van Ra's al Ghul en dus niet de enige is die wist te ontsnappen uit de gevangenis. Maar Bane is niet het kind van de voormalige leider van de League of Shadows. Miranda Tate onthult dat zij Talia al Ghul is, de dochter van Ra's al Ghul. Zij is het ware meesterbrein achter alles. Bane was haar beschermengel in de gevangenis en viel ten prooi aan de razernij van de andere gevangenen. Later werd hij gered door de League en werden ze beiden opgeleid door Ra's al Ghul. Ze is naar Gotham gekomen om de stad te vernietigen en het werk van haar vader te vervolledigen. Gordon slaagt echter in zijn missie en Talia is genoodzaakt om te ontsnappen met het voertuig dat de bom herbergt. Selina Kyle schakelt Bane uit zodat Batman het voertuig kan onderscheppen met 'The Bat'. Na een explosieve achtervolging door de straten van Gotham weet Batman de truck van de weg te schieten, waarna deze in lager gelegen weggedeelte stort. Door de crash is Talia dodelijk gewond, maar voordat ze sterft laat ze de reactor vollopen met water, waardoor het onmogelijk is om de bom onschadelijk te maken. Batman bevestigt de bom aan 'The Bat' en vliegt zo ver mogelijk van de stad vandaan, om de bom uiteindelijk tot ontploffing te laten brengen buiten de baai.
Gotham wordt uiteindelijk gered van de bedreiging door de heldhaftige opoffering van Batman die vereeuwigd wordt met een standbeeld. Bruce Wayne liet vermoedelijk het leven tijdens de revolutie en de executies. De rest van zijn fortuin wordt geschonken aan Alfred, terwijl Wayne Manor nu openbaar domein is en zal dienen als weeshuis.
Gordon, Blake en Fox, de enigen naast Alfred die wisten wie Batman werkelijk was, komen te weten dat hij het wel degelijk heeft overleefd. Fox krijgt te horen dat de automatische piloot was hersteld door Bruce. Gordon ontdekt dat de schijnwerper met het Batman symbool is hersteld en Blake wordt met een GPS geleid naar de 'Batcave'.
In een café, ergens in Florence zit Alfred aan een tafeltje en bestelt iets te drinken. Daar komt hij tot de ontdekking dat Bruce er uiteindelijk in geslaagd is om het verleden achter zich te laten en zijn leven verder te zetten met Selina.

## Rolverdeling
| Acteur               | Personage                              |
| -------------------- | -------------------------------------- |
| Christian Bale       | Bruce Wayne / Batman                   |
| Gary Oldman          | James Gordon                           |
| Tom Hardy            | Bane                                   |
| Joseph Gordon-Levitt | John Blake / Robin                     |
| Anne Hathaway        | Selina Kyle / Catwoman                 |
| Marion Cotillard     | Miranda Tate / Talia al Ghul           |
| Morgan Freeman       | Lucius Fox                             |
| Michael Caine        | Alfred Pennyworth                      |
| Matthew Modine       | Peter Foley                            |
| Alon Abutbul         | Dr. Leonid Pavel                       |
| Ben Mendelsohn       | John Daggett                           |
| Burn Gorman          | Stryver                                |
| Daniel Sunjata       | Mark Jones                             |
| Aidan Gillen         | Bill Wilson                            |
| Nestor Carbonell     | Burgemeester Anthony Garcia            |
| Brett Cullen         | Congreslid Byron Gilley                |
| Reggie Lee           | Ross                                   |
| Chris Ellis          | Priester Reilly                        |
| Tyler Dean Flores    | Mark                                   |
| Juno Temple          | Jen                                    |
| Duane Henry          | SWAT in duikbar                        |
| Thomas Lennon        | Dokter                                 |
| Rob Brown            | Allen                                  |
| Fredric Lehne        | Hoofd van de aandelenbeurs beveiliging |
| Jay Benedict         | Rijke idioot                           |
| Will Estes           | Officier Simon Jansen                  |
| Glen Powell          | Handelaar #1                           |
| Brent Briscoe        | Veteraan-agent                         |
| John Nolan           | Fredericks                             |
| Robert Wisdom        | Legerkapitein bij de brug              |
| Ronnie Gene Blevins  | Cementwagenchauffer                    |
| Ian Bohen            | Agent met Gordon                       |
| Noel Gugliemi        | Ex-Gevangene bij rivier                |
| Aramis Knight        | Kind met appel                         |
| Josh Stewart         | Barsad                                 |
| William Devane       | President van de Verenigde Staten      |
| Joey King            | Jonge Talia al Ghul                    |
| Liam Neeson          | Ra's al Ghul                           |
| Cillian Murphy       | Dr. Jonathan Crane / Scarecrow         |
| David Gyasi          | Magere gevangene                       |
| Tom Conti            | Gevangene                              |
| Desmond Harrington   | Uniform                                |
| Tomas Arana          | Wayne's advocaat                       |
| Jillian Armenante    | Advocaat-klerk                         |
| Wade Williams        | Bewaker bij Blackgate                  |
| Josh Pence           | Jonge Ra's al Ghul                     |
| India Wadsworth      | Dochter van de krijgsheer              |
| Christopher Judge    | Huurling beveiliging #4                |
| Patrick Leahy        | Bestuurslid #2                         |
| Michael Papajohn     | Gevangenisbewaker                      |
| Hines Ward           | Amerikaanse voetbalspelers             |
| Heath Miller         | Amerikaanse voetbalspelers             |

## Achtergrond

### Ontwikkeling
Jeff Robinov, president van de productieafdeling van Warner Bros., hoopte in 2011 al met een derde film in de nieuwe Batman-filmreeks te kunnen komen. In december 2008 had Nolan een eerste script voltooid, maar hij richtte zijn aandacht eerst op Inception. Gary Oldman was er echter zeker van dat Nolan weer de regie op zich zou nemen. Pas in februari 2010 werd bekend dat Nolan een script had geschreven dat hijzelf geschikt achtte als vervolg op The Dark Knight. David S. Goyer en Jonathan Nolan werkten dit script verder uit tot een filmscenario.
Goyer verliet tijdens de voorproductie het project om te werken aan Man of Steel. Op 10 maart 2010 tekende Nolan voor de regie, maar liet wel weten dat dit zijn laatste Batmanfilm zou worden. Tevens maakte hij bekend dat de Joker niet zou terugkeren als personage vanwege de dood van Heath Ledger. Geruchten dat de Joker mogelijk een gastrol zou krijgen via ongebruikt beeldmateriaal van The Dark Knight werden door Nolan ontkend. Voor The Dark Knight Rises werkte Nolan weer samen met cinematograaf Wally Pfister, productieontwerper Nathan Crowley, filmeditor Lee Smith, kostuumontwerper Lindy Hemming, specialisten in special effects Paul Franklin en Chris Corbould, en componist Hans Zimmer.

### Casting
Anne Hathaway noemde haar rol als Selina Kyle de fysiek zwaarste rol die ze tot nu toe had gehad, vooral vanwege het strakke leren kostuum dat ze moest dragen. Ze moest vijf dagen per week trainen voor de rol. Tom Hardy gaf aan dat zijn versie van de schurk Bane een stuk dreigender en gewelddadiger zou zijn dan de Bane uit Joel Schumachers Batman & Robin. Hardy moest ongeveer 15 kilo aan extra spieren erbij trainen voor de rol.
Liam Neeson keert terug in een cameo waarin hij opnieuw het personage Ra's al Ghul speelt. Tevens krijgt men een jongere Ra's te zien in flashbacks die 30 jaar voor aanvang van Batman Begins spelen. Josh Pence speelt de jongere Ra's.
Aaron Eckhart had interesse in het nogmaals vertolken van Harvey Dent, maar Nolan stond erop dat Harvey Dent in de vorige film echt gestorven is en dus niet terug kon komen in een derde film. Variety kondigde aan dat Tom Conti en Joey King ook rollen in de film zouden krijgen. Christopher Judge maakte zelf bekend een rol te hebben gekregen. Cillian Murphy, die in de vorige films de schurk Dr. Jonathan Crane/Scarecrow speelde, werd tijdens de opnames ook gezien op de set.
Verschillende spelers van de Pittsburgh Steelers hebben cameo’s in de film als leden van het fictieve Gotham Rogues-footballteam. Onder andere Ben Roethlisberger, Hines Ward, Willie Colon, Maurkice Pouncey, Mike Wallace, Heath Miller, Aaron Smith, Ryan Clark, Troy Polamalu, James Farrior, LaMarr Woodley, en Casey Hampton spelen in de film mee. Bill Cowher speelt de coach van het team.

### Productie

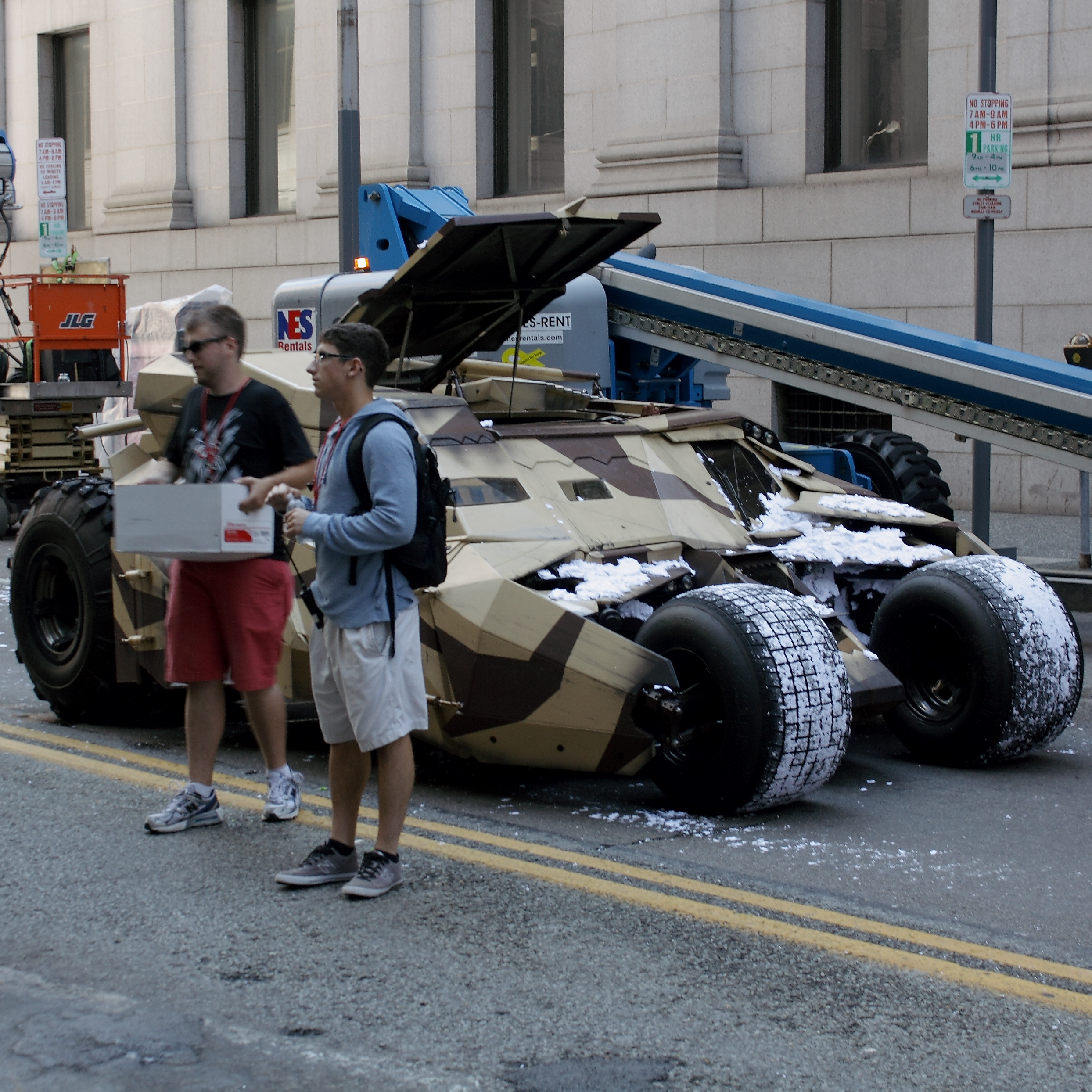
De Batmobile op de set van The Dark Knight Rises in Pittsburgh.

Nolan koos ervoor de film niet in 3D op te nemen maar te focussen op het verbeteren van de kwaliteit van het IMAX-formaat. Nolan sprak meerdere keren af met vicepresident David Keighley van IMAX om het project te bespreken. The Dark Knight Rises bevat meer scènes in IMAX dan The Dark Knight. Wally Pfister wilde de film zelfs geheel in IMAX opnemen., maar dit bleek niet haalbaar vanwege het lawaai van de IMAX-camera’s.
De film werd geproduceerd met een budget van 250 miljoen dollar. De opnames begonnen op 6 mei 2011 in Jodhpur, India in Mehrangarh Fort. In november werden de opnames voltooid. Er werd zes weken lang gefilmd in Pittsburgh onder de werktitel "Magnus Rex". Opnames in de stad vonden plaats op onder andere Heinz Field, een American Footballveld, het Mellon Institute, en Software Engineering Institute van de Carnegie Mellon University. Productiefoto’s gemaakt tijdens de opnames toonden dat er een nieuwe Tumbler was gemaakt voor de film, nadat de vorige twee werden verwoest in The Dark Knight.
In november 2011 verhuisde de productie naar Newark. Newark City Hall en het militaire park dienen als decor in de film.
Tijdens de opnames deden zich verschillende ongelukken voor. Tijdens opnames in Wollaton Hall botste een trailer tegen de ingang. Niemand raakte gewond. Een stuntman die per parachute moest landen, belandde op het dak van een huis in Cairngorm Gliding Club, Feshiebridge, na een mislukte skydivingstunt.
Hathaways stuntactrice botste tijdens de opnames op een IMAX-camera. Niemand raakte gewond, maar de camera was totaal vernield.

### Marketing
In mei 2011 werd de officiële website van de film gelanceerd, met onder andere een virale marketingcampagne gelijk aan die van The Dark Knight. Naarmate meer mensen reageerden op het officiële twitteraccount van de film, werd op de site langzaam een afbeelding van Bane zichtbaar.
In juli 2011 werd een eerste trailer die eigenlijk uit had moeten komen samen met Harry Potter and the Deathly Hallows – Part 2 op internet gezet.
In december 2011 werd een tweede filmtrailer gelanceerd waarbij wat meer uit de doeken werd gedaan.
In de reclameblokken voor de film Mission: Impossible IV zal, alleen in de VS en het VK, een proloog van zes minuten worden vertoond.
De derde filmtrailer kwam er na een korte virale campagne (thedarkknightrises.com) waarbij fans op zoek moesten gaan naar 'graffiti' van het Batman-symbool. In zogenaamde documenten van het Gotham Police Department zat een lijst met verschillende locaties overal ter wereld. Fans kregen de opdracht een foto te maken van de locatie en het Batman-symbool en dit te versturen naar een bepaald e-mailadres. Hierbij werd telkens een beeld van de trailer vrijgegeven. De release van de volledige trailer kwam er op 30 april 2012.

### Schietpartij bij première
De première van de film vond plaats op 20 juli 2012. In het Amerikaanse Aurora nabij Denver opende tijdens de première in een Century Theatres-bioscoop een man (James Holmes) met een gasmasker op en een kogelwerend vest aan onverwacht het vuur op het publiek toen de film ongeveer 30 minuten bezig was. Bij de schietpartij kwamen twaalf mensen om en raakten 70 gewond.
Naar aanleiding van de schietpartij besloot Warner Bros. de galapremières van de film in Parijs, Mexico en Japan af te gelasten. Ook werd de marketing van de film in Finland stopgezet, en werd besloten tot in elk geval 23 juli niks vrij te geven over de opbrengsten van de film.